# Beaumetz-lès-Cambrai
Beaumetz-lès-Cambrai és un municipi francès situat al departament del Pas de Calais i a la regió dels Alts de França. L'any 2007 tenia 525 habitants.

## Demografia

### Població
El 2007 la població de fet de Beaumetz-lès-Cambrai era de 525 persones. Hi havia 192 famílies de les quals 40 eren unipersonals (20 homes vivint sols i 20 dones vivint soles), 68 parelles sense fills, 80 parelles amb fills i 4 famílies monoparentals amb fills.
La població ha evolucionat segons el següent gràfic:
Habitants censats

### Habitatges
El 2007 hi havia 228 habitatges, 193 eren l'habitatge principal de la família, 1 era una segona residència i 34 estaven desocupats. Tots els 228 habitatges eren cases. Dels 193 habitatges principals, 160 estaven ocupats pels seus propietaris, 27 estaven llogats i ocupats pels llogaters i 6 estaven cedits a títol gratuït; 1 tenia una cambra, 8 en tenien dues, 20 en tenien tres, 53 en tenien quatre i 111 en tenien cinc o més. 164 habitatges disposaven pel capbaix d'una plaça de pàrquing. A 86 habitatges hi havia un automòbil i a 76 n'hi havia dos o més.

### Piràmide de població
La piràmide de població per edats i sexe el 2009 era:
| Homes | Edats   | Dones |
| ----- | ------- | ----- |
| 0     | 95 o +  | 0     |
| 0     | 90 a 94 | 0     |
| 8     | 85 a 89 | 8     |
| 8     | 80 a 84 | 0     |
| 28    | 75 a 79 | 28    |
| 16    | 70 a 74 | 16    |
| 4     | 65 a 69 | 8     |
| 8     | 60 a 64 | 4     |
| 8     | 55 a 59 | 8     |
| 16    | 50 a 54 | 20    |
| 20    | 45 a 49 | 20    |
| 24    | 40 a 44 | 24    |
| 20    | 35 a 39 | 28    |
| 20    | 30 a 34 | 8     |
| 20    | 25 a 29 | 16    |
| 28    | 20 a 24 | 8     |
| 20    | 15 a 19 | 16    |
| 28    | 10 a 14 | 8     |
| 20    | 5 a 9   | 16    |
| 12    | 0 a 4   | 4     |

## Economia
El 2007 la població en edat de treballar era de 319 persones, 246 eren actives i 73 eren inactives. De les 246 persones actives 228 estaven ocupades (129 homes i 99 dones) i 18 estaven aturades (10 homes i 8 dones). De les 73 persones inactives 16 estaven jubilades, 23 estaven estudiant i 34 estaven classificades com a «altres inactius».

### Ingressos
El 2009 a Beaumetz-lès-Cambrai hi havia 204 unitats fiscals que integraven 573 persones, la mediana anual d'ingressos fiscals per persona era de 15.807 €.

### Activitats econòmiques
Dels 14 establiments que hi havia el 2007, 2 eren d'empreses extractives, 2 d'empreses de construcció, 4 d'empreses de comerç i reparació d'automòbils, 1 d'una empresa de transport, 1 d'una empresa d'hostatgeria i restauració, 1 d'una empresa d'informació i comunicació, 1 d'una empresa de serveis i 2 d'empreses classificades com a «altres activitats de serveis».
Dels 5 establiments de servei als particulars que hi havia el 2009, 1 era una oficina de correu, 1 taller de reparació d'automòbils i de material agrícola, 2 lampisteries i 1 perruqueria.
L'únic establiment comercial que hi havia el 2009 era una botiga de menys de 120 m².
L'any 2000 a Beaumetz-lès-Cambrai hi havia 17 explotacions agrícoles que ocupaven un total de 1.190 hectàrees.

## Equipaments sanitaris i escolars
El 2009 hi havia una escola elemental integrada dins d'un grup escolar amb les comunes properes formant una escola dispersa.

## Poblacions més properes
El següent diagrama mostra les poblacions més properes.